# فشل النخاع العظمي
يحدث فشل النخاع العظمي أو فشل نقى العظم (بالإنجليزية: Bone marrow failure)‏ لدى الأفراد الذين ينتجون كمية غير كافية من خلايا الدم الحمراء، أو خلايا الدم البيضاء، أو الصفائح الدموية، حيث تنقل خلايا الدم الحمراء الأكسجين لتوزيعه في جميع أنسجة الجسم، بينما تقاوم خلايا الدم البيضاء العدوى التي تدخل الجسم، ويحتوي نخاع العظم أيضًا على الصفائح الدموية التي تؤدي إلى التجلط، وبالتالي تساعد في وقف تدفق الدم عند حدوث جرح.

## أنواع نخاع العظم
هناك نوعان من نخاع العظم:
- النخاع العظمي الأحمر: المسؤول عن إنتاج خلايا الدم الحمراء، وخلايا الدم البيضاء، والصفائح الدموية.
- النخاع العظمي الأصفر: يتألف أساسا من خلايا دهنية.
- وهناك عدد من الأوعية الدموية والشعيرات الدموية التي تمر خلال النخاع؛ مما يجعله غنيا بالأوعية الدموية.

## تاريخ
يرتبط فشل نخاع العظام بثلاثة أنواع من الأمراض هم أنيميا فانكوني، وخلل التقرن الخلقي، وفقر الدم اللاتنسجي. وأنيميا فانكوني هو اضطراب دموي موروث نتيجة تلف غير طبيعي في جينات الحمض النووي الريبوزي منقوص الأكسجين (DNA)، وهو مرتبط بفرط التصبغ، الذي يكون عبارة عن سواد منطقة من الجلد أو الأظافر بسبب زيادة الميلانين، ووفقا لعلم الأنسجة، «هناك حوالي 30٪ من مرضى أنيميا فانكوني ليس لديهم أي تشوهات جسدية». بينما يؤثر خلل التقرن الخلقي غالبا على أجزاء متعددة من الجسم، وعادة ما يُظهر الأفراد الذين يعانون من هذا الاضطراب تغيرات في تصبغات الجلد، ونمو الأظافر غير العادي، واللطاخ الأبيض في الأغشية المخاطية (حيث يكون الجزء الداخلي من الفم مغلف ببقع بيضاء قد لا تُشفى). ويحدث فقر الدم اللاتنسجي عندما لا ينتج نخاع العظم خلايا دموية جديدة كافية في جميع أنحاء الجسم، وهو أحد أمراض المناعة الذاتية المكتسبة، ويحدث عندما يهاجم الجهاز المناعي أنسجة الجسم السليمة ويدمرها.

## الأسباب
يمكن أن يكون فشل النخاع العظمي لدى الأطفال والبالغين إما موروثًا أو مكتسبًا، وغالبا ما يكون فشل نخاع العظم الموروث هو السبب في الأطفال الصغار، في حين أن الأطفال الأكبر سنا والبالغين قد يكتسبون المرض في وقت لاحق من الحياة. وعيب النضج في الجينات هو سبب شائع لفشل النخاع العظمي الموروث، بينما السبب الأكثر شيوعا لفشل نخاع العظم المكتسب هو فقر الدم اللاتنسجي. ويمكن أن يكون العمل بالمواد الكيميائية، مثل البنزين عاملاً في التسبب في المرض، وتشمل العوامل الأخرى: العلاج الإشعاعي أو الكيميائي، ومشاكل الجهاز المناعي.

## العلامات والأعراض
أكثر العلامات والأعراض شيوعًا في فشل نخاع العظام هما النزيف والكدمات، حيث يمكن رؤية الدم خلال اللثة أو الأنف أو الجلد، وتستمر لفترة أطول من المعتاد، والأطفال لديهم فرصة أكبر لظهور الدم في البول أو البراز، مما يؤدي إلى مشاكل في الجهاز الهضمي مع وجود رائحة كريهة. وقد يواجه الأفراد المصابون بهذه الحالة أيضًا فقدان الأسنان أو تسوس الأسنان، كما يمكن أن يكون الإجهاد المزمن، وضيق التنفس، ونزلات البرد المتكررة من أعراض فشل نخاع العظام.

## العلاج
يعتمد نوع العلاج على شدة مرض فشل نخاع العظم في المريض، ويتم العلاج عن طريق نقل الدم، حيث يتم جمع الدم من المتبرعين المتطوعين الذين يوافقون على السماح للأطباء بسحب خلايا الدم الجذعية من الدم أو النخاع العظمي من أجل الزرع، ويعرف الدم الذي يتم استخلاصه مباشرة من الخلايا الجذعية التي تم جمعها بـ"التبرع بالخلايا الجذعية من الدم المحيطي". ويجب أن يكون للمتبرع بالخلايا الجذعية المحيطية نفس فصيلة دم المريض الذي يستقبلها، وعندما تدخل الخلايا الجذعية جسم المريض عن طريق الحقن الوريدي، تنضج وتصبح خلايا دموية. وقبل التبرع، يتم حقن دواء في المتبرع يزيد من عدد الخلايا الجذعية في الجسم، ويكون الشعور بالبرودة، والخدر حول الفم، والتشنج في اليدين من الأعراض الشائعة خلال عملية التبرع. وبعد التبرع، يختلف مقدار الوقت المخصص للإنعاش لكل متبرع، لكن معظم المتبرعين بالخلايا الجذعية قادرون على العودة إلى أنشطتهم المعتادة في غضون بضعة أيام إلى أسبوع بعد التبرع".

## روابط خارجية
- http://stemcells.nih.gov/staticresources/info/scireport/PDFs/D.%20Chapter%202.pdf
- http://fbae.org/2009/FBAE/website/images/PDF%20files/stem%20cells/Bone%20Marrow%20Cells.pdf
- http://www.dako.com/00164_11jun09_guide_to_bone_marrow_diagnosis_chapter_1.pdf
- http://www.mds-foundation.org/wp-content/uploads/2011/10/BoneMarrowBook.pdf
- http://www.news-medical.net/health/What-is-Bone-Marrow-(Arabic).aspx
- http://www.pathology.vcu.edu/education/programs/resident/NewSite/Marrow%203.pdf
- https://www.healthinfotranslations.org/pdfDocs/BoneMarrowBiopsy_Fr.pdf
- http://labtestsonline.org/understanding/conditions/bone-marrow-disorders/
- http://stemcells.nih.gov/staticresources/info/scireport/PDFs/D.%20Chapter%202.pdf
- http://www.mds-foundation.org/wp-content/uploads/2011/10/BoneMarrowBook.pdf
- http://www.dako.com/00164_11jun09_guide_to_bone_marrow_diagnosis_chapter_1.pdf